# Campionati del mondo di ciclismo su pista 2017 - Velocità a squadre maschile
La gara a squadre di velocità maschile ai Campionati del mondo di ciclismo su pista 2017 si è svolta il 12 aprile 2017.

## Risultati

### Qualificazioni
I migliori otto tempi si qualificano per il primo turno.
| Posizione | Atleti                                                     | Nazione       | Tempo  | Gap    | Note |
| --------- | ---------------------------------------------------------- | ------------- | ------ | ------ | ---- |
| 1         | Eddie Dawkins Ethan Mitchell Sam Webster                   | Nuova Zelanda | 43.267 |        | Q    |
| 2         | Benjamin Edelin Quentin Lafargue Sebastien Vigier          | Francia       | 43.390 | +0.123 | Q    |
| 3         | Jack Carlin Ryan Owens Joseph Truman                       | Regno Unito   | 43.416 | +0.149 | Q    |
| 4         | Maciej Bielecki Krzysztof Maksel Mateusz Rudyk             | Polonia       | 43.419 | +0.152 | Q    |
| 5         | Li Jianxin Luo Yongjia Xu Chao                             | Cina          | 43.878 | +0.611 | Q    |
| 6         | Theo Bos Jeffrey Hoogland Nils van 't Hoenderdaal          | Paesi Bassi   | 43.970 | +0.703 | Q    |
| 7         | Matthew Glaetzer Nathan Hart Jacob Schmid                  | Australia     | 44.136 | +0.869 | Q    |
| 8         | Yoshitaku Nagasako Yudai Nitta Kazunari Watanabe           | Giappone      | 44.363 | +1.096 | Q    |
| 9         | Tomáš Bábek Pavel Kelemen David Sojka                      | Rep. Ceca     | 44.606 | +1.339 |      |
| 10        | Alejandro Martínez José Moreno Sánchez Juan Peralta Gascón | Spagna        | 44.695 | +1.428 |      |
| 11        | Ruben Murillo Fabián Puerta Santiago Ramírez               | Colombia      | 44.702 | +1.435 |      |
| 12        | Eric Engler Robert Förstemann Max Niederlag                | Germania      | 44.708 | +1.441 |      |
| 13        | Kirill Samusenko Aleksei Tkachev Pavel Yakushevskiy        | Russia        | 44.898 | +1.631 |      |
| 14        | Uladzislau Novik Yauhen Veremchuk Artsiom Zaitsau          | Bielorussia   | 45.445 | +2.178 |      |
| 15        | Hugo Barrette Stefan Ritter Patrice St Louis Pivin         | Canada        | 45.772 | +2.505 |      |
| 16        | Saúl Gutiérrez Manuel Resendez Edgar Verdugo               | Messico       | 46.133 | +2.866 |      |

### Primo turno
I vincitori della terza e della quarta batteria si qualificano per la finale per l'oro, i migliori due tempi non qualificati per la finale per l'oro in tutte le altre batterie si qualificheranno per la finale per il bronzo.
| Posizione | Posizione totale | Atleti                                                   | Nazione       | Tempo  | Gap    | Note |
| --------- | ---------------- | -------------------------------------------------------- | ------------- | ------ | ------ | ---- |
| 1 vs 8    |                  |                                                          |               |        |        |      |
| 1         | 1                | Ethan Mitchell Sam Webster Eddie Dawkins                 | Nuova Zelanda | 43.183 |        | QG   |
| 2         | 7                | Yoshitaku Nagasako Yudai Nitta Kazunari Watanabe         | Giappone      | 44.158 | +0.975 |      |
| 2 vs 7    |                  |                                                          |               |        |        |      |
| 1         | 3                | Benjamin Edelin Sebastien Vigier François Pervis         | Francia       | 43.645 |        | QB   |
| 2         | 6                | Nathan Hart Matthew Glaetzer Patrick Constable           | Australia     | 43.736 | +0.091 |      |
| 3 vs 6    |                  |                                                          |               |        |        |      |
| 1         | 2                | Nils van 't Hoenderdaal Harrie Lavreysen Matthijs Büchli | Paesi Bassi   | 43.481 |        | QG   |
| 2         | 5                | Jack Carlin Ryan Owens Joseph Truman                     | Regno Unito   | 43.666 | +0.185 |      |
| 4 vs 5    |                  |                                                          |               |        |        |      |
| 1         | 4                | Maciej Bielecki Mateusz Rudyk Krzysztof Maksel           | Polonia       | 43.834 |        | QB   |
| 2         | 8                | Li Jianxin Luo Yongjia Xu Chao                           | Cina          | 44.654 | +0.820 |      |

### Finale
La finale è iniziata alle 20:58.
| Tempo                | Atleti                                            | Nazione       | Tempo  | Gap    | Note |
| -------------------- | ------------------------------------------------- | ------------- | ------ | ------ | ---- |
| Finale per l'oro     |                                                   |               |        |        |      |
| 1                    | Ethan Mitchell Sam Webster Eddie Dawkins          | Nuova Zelanda | 44.049 |        |      |
| 2                    | Jeffrey Hoogland Harrie Lavreysen Matthijs Büchli | Paesi Bassi   | 44.382 | +0.332 |      |
| Finale per il bronzo |                                                   |               |        |        |      |
| 3                    | Benjamin Edelin Sebastien Vigier Quentin Lafargue | Francia       | 43.536 |        |      |
| 4                    | Maciej Bielecki Rafał Sarnecki Mateusz Rudyk      | Polonia       | 43.698 | +0.162 |      |